# The Saboteur
The Saboteur (укр. Диверсант) — відеогра у пригодницькому жанрі з елементами 3D-шутера й автосимулятора, розроблена Pandemic Studios та випущена Electronic Arts у грудні 2009 року.
Події гри відбуваються під час Другої світової війни в окупованій Франції. Головний герой — автоперегонник і автомеханік Шон Девлін (Sean Devlin), ірландець за національністю, який вирішив зробити великий внесок у боротьбу проти німецької окупації. У цьому він отримує допомогу від французького руху Опору й британської розвідки, що мала на Шона та його батька зуб за злочини в Ірландії.
Ігровий процес вирізняється свободою дій, яка поряд з іншими елементами робить The Saboteur схожою до таких ігор, як Grand Theft Auto, Mafia II та Assassin's Creed. Дуже важливу роль відіграє кольорова гама. Уся територія, яку впевнено контролюють німецькі війська, зображена в різних відтінках сірого кольору. У міру того, як гравець виконує різні завдання та збільшує в місцевого населення «волю до боротьби», навколишній світ стає барвистішим.
Розробники відзначають, що гра належить до особливого жанру — stealth action. Головний герой може маскуватися під нациста, перевбравшись у його форму, (але це не надто допомагає: варто лише підійти до нациста на близьку відстань, і він одразу ж здійме тривогу) і користати численні укриття, щоб уникнути переслідування. Оскільки парижани на його боці, то не викажуть головного героя, помітивши якусь підозрілу дію. Водночас нацист, який побачив Шона зі зброєю в руках, негайно засвистить у свисток і досить швидко на цьому місці стане по-справжньому «гаряче». Маскування значно полегшує проходження більшості місій. Шон може підкрастися до нациста ззаду й нейтралізувати його потужним ударом або ж скористатися зброєю з глушником. Труп нациста завжди привертає увагу.

## Розробка
Гру прозвали лебединою піснею Pandemic Studios, тому що після завершення роботи над грою, студію було закрито.
Після виходу гри гравці почали скаржитися, що гра некоректно працювала на відеокартах від ATI. Деякі інтернет-магазини, у тому числі й такі популярні як Direct2Drive, розмістили попередження про несумісність гри. Аби уникнути проблем, гравцям рекомендувалося вимкнути багатоядерну обробку, що призводило до значного падіння продуктивності. Пізніше Pandemic визнала свою помилку і 18 грудня 2009 року випустила бета-патч.
До гри наявний аматорський українізатор тексту, зроблений українськими шанувальниками гри.

## Ігровий процес

Знімок із відеогри «The Saboteur». Гравець стоїть на розі вулиці.

The Saboteur є грою-«пісочницею». Окрім сюжетних та побічних завдань наявні цілі для вільної гри, до того ж ігровий світ відкритий для дослідження.

### Загальний опис
Дія гри відбувається в Парижі та його околицях. Місто поділене на три окупаційні зони, дороги між якими перекриті німецькими блок-постами. Для вільного проїзду через блок-пост потрібно мати підроблені документи (вони стають доступні в ході сюжету), хоча через нього можна прорватися й без документів. У місті існує багато реальних районів та визначних пам'яток, як-от: Ейфелева вежа, Тріумфальна арка, базиліка Сакре-Кер, церква Сен-Мадлен, собор Паризької Богоматері, Пале-Рояль, Лувр, цвинтар Пер-Лашез. Основна частина доступна для дослідження сільської місцевості, що розташована на півночі від міста. На узбережжі в північно-західній частині мапи є Гавр, а на північному сході наявний прикордонний німецький Саарбрюкен і завод Доппельзіґ.
У грі присутні два типи місій — сюжетні та побічні. Сюжетні місії чергуються в суворій послідовності. Побічні ж місії представлено у вигляді «історій» окремих персонажів, часто доступні побічні місії одразу кількох персонажів. Проходження місій — це єдиний спосіб повернути місту колір. Спершу весь Париж та його околиці розфарбовано в різні відтінки сірого, що символізує німецьку окупацію і створює атмосферу старих чорно-білих фільмів. Окрім сірого зустрічаються лише кілька кольорів: червоний (нацистські символи, кров), жовтий (світло у вікнах будинків, вуличні ліхтарі), блакитний (колір Опору). У міру виконання місій до різних районів Парижу повертаються звичні кольори. Це означає, що у місцевих жителів з'явилася жага до боротьби з окупантами. Під час тривоги в «розфарбованому» районі на вулицях з'являються поодинокі бійці Опору, що вступають до бою з німецькими солдатами, тим самим надаючи допомогу головному героєві. Крім того, лише в «розфарбованих» районах з'являються зони Опору. Оскільки Саарбрюкен і Доппельзіґ розташовані на території Німеччини, вони завжди зберігатимуть сірий колір.
Окрім виконання місій гравець може зайнятися знищенням цілей вільної гри. Усією мапою розкидано велике число (кілька сотень) німецьких цілей: наглядових і снайперських веж, постів із бронетехнікою, гучномовців, нацистських генералів, зенітних ладувань, заправок тощо. Частина об'єктів може бути знищена тільки динамітом або гексогеном, інша частина вразливіша (наприклад, гучномовці знищуються автоматним вогнем). Знищення німецьких об'єктів не лише дає гравцеві очки контрабанди, а й полегшує втечу під час тривоги. Також, існують й інші цілі: листівки з видатними місцями Парижа, які потрібно збирати, місця для здійснення стрибків на автівці, та місця для огляду міста, зазвичай розміщені на дахах відомих будівель.
Характерною особливістю гри є можливість залізти на більшість будівель Парижа. У цьому The Saboteur наближений до гри Assassin's Creed. Переміщення дахами будівель розширює свободу дій гравця та полегшує втечу від переслідування.

### Тривога й потаємність
Зазвичай головний герой не викликає у німецьких солдат жодних підозр, однак якщо він на очах у нациста робитиме щось провокативне (полізе на стіну, візьме до рук зброю, пересуватиметься крадькома, нападе на когось), то індикатор підозри почне заповнюватися. Припинення дій або відхід із виднокола нациста припинить заповнення індикатора, після чого він поступово згасне. Якщо ж індикатор таки заповниться, то німецький солдат, що помітив головного героя, спробує здійняти тривогу. Доки він дістає свисток, є час, аби його вбити. Заповнення індикатора підозри відбувається ще й тоді, коли головний герой перебуває у так званій зоні підозри. Ці зони присутні біля особливо пильнованих об'єктів, а також з'являються на тому місці, де німецький солдат помітив тіло свого вбитого товариша, або ж де було чутно підозрілий шум (звук пострілу або вибуху). Зони, що виникли за виявлення вбитого та за підозрілого шуму, незабаром зникнуть.
За своїм механізмом тривога нагадує розшук у Grand Theft Auto IV. На мапі з'являється червоне коло (зона пошуку) з центром у тій точці, де нацисти востаннє бачили головного героя. Існує п'ять рівнів тривоги. З кожним рівнем діаметр зони пошуку збільшується і змінюється склад переслідувачів. Існують різні способи втекти від тривоги:
- Полишити зону пошуку;
- Скористатися засобами, доступними всередині зони пошуку (вони відзначені на мапі зеленими крапками). Головний герой може заховатися в люкові на даху будівлі, укритті, туалеті, борделі. У деяких місцях можна вимкнути тривогу, за допомогою відповідного рубильника;
- Використати зону Опору. Ці зони стають доступними після проходження однієї з сюжетних місій. Вони виникають у чітко визначених місцях, «розфарбованих» районах на третьому та четвертому рівнях тривоги. Коли головний герой досягне зони Опору, він повинен знищити певне число німецьких солдатів (у цьому йому активно допомагають бійці Опору). У разі успіху нацисти визнають свою тимчасову поразку в цьому районі й тривога знімається.

Рівні тривоги:
- 1-й рівень — базовий. Німецькі солдати пересуваються на джипах, вулиці патрулюють мотоцикли, озброєні кулеметами.
- 2-й рівень — з'являються джипи з кулеметами. Німецькі солдати пересуваються на вантажівках.
- 3-й рівень — з'являються автомобілі гестапо із вбудованими кулеметами й броньованими автівками. Німецькі солдати пересуваються на бронетранспортерах. На цьому рівні доступні зони Опору.
- 4-й рівень — до переслідування долучаються цепеліни, озброєні кулеметами (вони завжди патрулюють повітряний простір над містом, проте до 4-го рівня тривоги не звертають уваги на гравця). Серед солдатів, що приїжджають на бронетранспортерах, з'являється невелике число солдатів Роти Терору. На цьому рівні також доступні зони Опору.
- 5-й рівень — до переслідування долучаються винищувачі, які обстрілюють гравця в поземному польоті. Вулиці патрулюють танки «Вульф». На бронетранспортерах приїжджають суто солдати Роти Терору. Зона пошуку розширюється на всю мапу. Зони Опору недоступні. Спочатку на всій мапі є лише два місця, де можна сховатися від п'ятого рівня тривоги (і це єдиний спосіб утекти) — в барі на Ейфелевій вежі, та в колодязі на північному сході Лотарингії (до криниці йти не легше, зате безпечніше). Після того, як гравець одного разу зуміє позбутися 5-го рівня тривоги, надалі на цьому рівні йому будуть доступні всі укриття.

Потаємність має досить велике значення. Як у вільній грі, так і в багатьох місіях гравець може битися з нацистами відкрито, проте потайливі дії роблять виживання та виконання завдань легшими. Існує кілька способів для безшумного вбивства противника. Якщо німецький солдат є на вежі, його можна просто скинути додолу. Однострій ворога, убитого без застосування зброї, залишається неушкодженим, тож його можна одягти. У звичайних умовах уніформа є, радше, тягарем, тому що у ній на очах у нацистів небезпечно пересуватися бігцем і залазити на будівлі, зате в зонах підозри (особливо на великій стереженій території) носіння уніформи дозволяє пересуватися порівняно безпечно.

### Супротивники

Завдання гравця — позбавити місто сірого кольору.

Існує кілька видів супротивників. Для кожного з них у статистиці гравця є окремий лічильник убивств.
- Вояки вермахту — найпоширеніший вид. Це офіцери, солдати з гвинтівками та пістолетами-кулеметами. Їх можна часто зустріти на вулицях.
- Вояки ВМФ (Кріґсмаріне) — від солдатів вермахту відрізняються лише одностроєм. Зустрічаються в Гаврі та на деяких об'єктах.
- Солдати СС — у порівнянні з солдатами вермахту, краще озброєні та стійкіші до поранень. Вони ніколи не ходять вулицями міста, їх можна зустріти лише біля військових об'єктів, на снайперських вежах та під час тривоги.
- Співробітники Гестапо — зустрічаються на деяких об'єктах, а також на 3-ому рівні тривоги. Навколо гестапівців завжди існує зона підозри.
- Солдати Роти Терору — найнебезпечніші супротивники. Дуже добре захищені й мають потужну зброю (зазвичай пістолет-кулемет MP-60, іноді спеціальні рушниці та вогнемети). Помітно виділяються з натовпу солдатів вермахту та есесівців завдяки своєму високому зросту та характерному спорядженню.
- Учені із заводу Доппельзіґ — зустрічаються в деяких місіях.

### Зброя, бойова система та контрабанда
Зброя у грі розділена на декілька класів: пістолети, пістолети-кулемети, гвинтівки/рушниці, гранатомети, гранати, вибухівка. Головний герой може одночасно нести дві одиниці вогнепальної зброї. Роздобути зброю та набої доволі легко — їх можна придбати у торговців на чорному ринку або ж просто підібрати в убитих німців. Кожен зразок зброї купується один раз, після цього його можна безкоштовно взяти у будь-якого торговця. Постійно купувати треба лише боєприпаси та вибухівку.
Під час перестрілок можливе використання різних укриттів. У міру того, як головний герой отримує поранення, екран заливає кров'ю. Аби він очистився, достатньо якийсь час просто їх не отримувати. Можна битися в рукопашному бою. Це необхідно, коли треба вбити супротивника тихо або заволодіти його одностроєм (утім, для безшумного вбивства існують спеціальні прийоми).
Вибухівка представлена двома типами: динаміт та гексоґен (він доступний після отримання відповідного бонусу). Динаміт вибухає через деякий час опісля встановлення, гексоґен вибухає за подання дистанційного сигналу. Обидва типи можуть бути підірвані пострілом, (також присутня можливість встановити динаміт, не підпалюючи ґніт). Гексоґен примітний тим, що можна встановити одразу декілька зарядів і підірвати їх одночасно.
Валютою в грі слугує контрабанда. Розраховуючись очками контрабанди, у торговців можна придбати зброю та боєприпаси, різні оновлення, мапи цілей вільної гри у різних районах та навіть можливість отримати певний бонус. Заробити очки контрабанди можна різними способами:
- Проходженням сюжетних та побічних місій;
- Знищенням німецьких об'єктів, знаходженням листівок, виконанням стрибків на автівках, за допомогою точок для огляду місцевості;
- Розбиванням ящиків з контрабандою;
- Знищенням німецької авіатехніки (50 очок за цепелін, 100 очок за літак);
- Знищенням залізничних мостів (500 очок за міст). У грі присутні декілька мостів, один з них знищується за сюжетом і не відновлюється, решту гравець може знищувати за бажанням, із часом вони лагодяться. Варто зазначити, що технічно мости не враховуються як цілі вільної гри;
- Порятунком мирних жителів на вулицях міст. Досить часто можна спостерігати, як німецькі солдати затримують перехожих. Найчастіше зустрічаються один солдат і один міщанин, хоча і тих, й інших може бути більше. Після короткого допиту солдати забирають затриманих до вантажівки або ж розстрілюють (розстріл відбувається лише в особливих випадках, коли в сценці фігурують одразу кілька солдатів та містян). Аби врятувати міщанина, необхідно незадовго до прибуття вантажівки (або до розстрілу) вбити німців або відвернути їхню увагу на себе.

### Транспорт
У грі представлено понад 40 типів автівок, розділених на чотири класи: цивільні, перегонові, німецькі та бронетехніка. Після виконання однієї з місій відкривається можливість зберігати техніку в гаражах Опору. Для того, щоб отримати автівку до свого розпорядження, потрібно підігнати її до гаража. Після цього її можна буде взяти звідти в будь-який час. Бронетехніку теж можна зберігати в гаражах, але ця можливість стає доступною лише після того, як ви зберете всі автівки.
Бронетехніка — Вовк, Вогнеметний танк, Фуко, Бронетранспортер.
Військові автомобілі — GS Гестапо, Круїзер Гестапо, Бензовоз Бауер, Озброєний Бауер, Бауер, Кайзер, Кайзер кабріолет, Кайзер куленепробивний, zp750, Озброєний zp500, Бойовий джип, Озброєний бойовий джип.
Перегонові автомобілі — Срібна стріла, Срібний кіготь, Срібний кіготь 2 (при бонусі), Дрейк (при бонусі), Дельґадо, Аврора, Вівтар, Бета ромео, Бета ромео 12C.
Цивільні автомобілі — Трактор, Доміно, Дуґатті, Спортивний Корріно, Корріно люкс, Коррін люкс старий, Корріно класик, Ренуар старий, Ренуар круїзер, Ренуар GS.
Керування автівками аркадне, так само як і в іграх серії Grand Theft Auto. Модель пошкоджень дуже спрощена. У всіх автівках є радіо, однак гравець не може ним керувати (перемикати радіостанції або вимкнути).
Цікаво, що в ігровій статистиці існує лічильник відстані, подоланої на цепеліні, хоча потрапити на борт дирижабля за всю гру можна лише двічі (за сюжетом), окрім того, в обох випадках керувати ним неможливо.

## Сюжет
Головний герой (образ змальований із Вільяма Грувера), Шон Девлін, ірландець за національністю, гонщик і механік, член перегонової команди Вітторе Моріні, до якої також належать його друг Джулс і сестра Джулса, Вероніка.
Вітторе і його команда беруть участь у Гран-прі в Саарбрюкені. У барі містечка, прикордонного між Францією та Німеччиною, головні герої вступають у бійку з Куртом Декером, палким прихильником нацизму, оскільки той чіплявся до Вероніки. Бармен викликає поліцію, і героям доводиться рятуватися. Шона і Джулса рятує знайома Шона, Скайлар Синклер. Скориставшись її перегоновим автомобілем, героям удається втекти від гестапівців.
Курт, що затаїв образу на Шона, та під натхненням від ідеї переваги арійської раси та націонал-соціалізму, під час перегонів прострілює колесо автівки Шона, коли останній майже виграє перегони. Шон і його друг Джулс вирішують переслідувати Курта, попри попередження з боку Вероніки і Скайлар, а потім скидають його машину з кручі. Їх майже одразу ловлять нацисти та відводять на завод «Доппельзіґ» до камери допиту.
Курт іще в Саарбрюкені запевнив себе в тому, що Шон і Джулс — британські шпигуни й, для тортури, виколює Джулсові очі, а потім під дулом пістолета намагається дізнатися у Шона деталі їхньої «місії». Шон відмовляється що-небудь казати, за що Курт вбиває Джулса, а Шона оглушують.
Шонові вдається втекти, скориставшись помилкою німецького офіцера, і він вирішує їхати до будинку Вітторе в Лотарингії. Дорогою він бачить, як нацистські війська переходять до наступу і страчують безліч мирних жителів. Будинок Вітторе теж не оминули, але Шон прибуває вчасно: він убиває вогнеметників, рятує Вітторе, а потім пробивається й до Вероніки крізь будинок, що палає.
Шон відчуває сором і жаль, оскільки впевнений, що смерть Джулса висить на його совісті. Команда вирішує перебратися до Парижа, сподіваючись перечекати війну, де й знаходить пристановище в кабаре Бель де Нюї, яким володіють батьки Вероніки і Джулса.
Однак нацисти окупували Париж, остаточно придушивши дух Шона. Він намагається забутися за допомогою великих доз алкоголю, аж поки Люк Годін, колишній письменник і член Руху Опору, не вербує Шона для боротьби з нацистами. Девлін, який усім серцем зненавидів нацистів, бажаючи помститися за смерть друга, вистежити й убити Декера, надає велику допомогу Опору і починає свій шлях месника.

## Персонажі
- Шон Девлін (Sean Devlin) — протагоніст, ірландець за походженням. Його минуле загадкове, до того ж сам він не любить теревенити про це; Судячи з натяків, в Ірландії Шон вів бурхливе життя й багаторазово переступав межу закону (в розмові з Люком у місії «Свобода або смерть» він згадує, що втечі з в'язниць для нього є повсякденною річчю). У минулому відомий перегонник (а до цього — автомеханік), Шон був кумиром, але війна перевернула його життя, в одну мить позбавивши його і дому, і найкращого друга. На відміну від Вільяма Грувера, який став прообразом Шона, ним керує не патріотизм, а жага помсти. Шон виходить на стежку війни, діючи в інтересах французького підпілля. Шон не супергерой зі сталевими м'язами та надможливостями (хоча його навичкам дертися по карнизах і ковзати по натягнутих між будівлями проводах, позаздрить будь-який акробат)[24].

- Джулс (Jules) також є одним із ключових персонажів, оскільки його смерть стала мотивом для Шона вийти на шлях боротьби з нацистами і мстити їм за кожного зручного випадку[25].

- Вероніка (Veronique) — сестра Джулса та другий ключовий персонаж у цій історії. Ще до війни Вероніка дуже подобалася Шонові, втім, як і решта жінок. Після смерті брата Вероніка допомагає Шонові не збожеволіти і приводить його до підпілля. Вона також мотивує Шона на всілякі вчинки. Він закоханий у Вероніку, і прагне захистити її за будь-яку ціну[26].

- Вітторе Моріні (Vittore Morini), прообразом якого стала реальна людина, Етторе Буґатті — власник перегонової команди Bugatti. Вітторе очолює команду Моріні. Упевнений та мудрий, Вітторе замінив Шону батька, якого той втратив досить давно. Вітторе протиставляє мудрість емоціям Шона. Конструктор автомобіля «Аврора», на двигун якої, за власними словами, «витратив пів життя». Убитий у ході нападу німців на Бель[27].

- Курт Декер (Kurt Dierker) — антагоніст, автопілот, який виступає (від команди Доппельзіґ) в образі, в якому також можна побачити аналогію з командою Mercedes 30-х років. Декер дуже сильно прихильний до ідеї націонал-соціалізму і для Третього Рейху він є символом пропаганди переваги арійської раси. Гине в останній сюжетній сцені на Ейфелевій Вежі[28].

- Франциска (Franziska) — особистий охоронець Екгардта і глава служби безпеки. Ця красуня з чорним серцем має погану репутацію за свій садизм і готовність вбивати в один момент. Імовірно, гине разом із генералом під час других сюжетних перегонів.[29].

- Скайлар Синклер (Skylar Saint Claire). Вона з'являється як коханка Шона, подруга з минулого. Коли Шон познайомився зі Скайлар, він прийняв її за шукачку пригод, ласу на перегонників. Однак цей образ був лише прикриттям, аби збити з пантелику гестапо. Насправді ж Скайлар — агент британської розвідки. Володіє шармом та яскравою зовнішністю. Скайлар уміє здобувати унікальну інформацію, користуючись своєю сексуальністю. Вона знайомить Шона зі своїм босом Бішопом. Оскільки Шон — ірландець, спочатку він неохоче йде на співпрацю з британцями. Однак вони обіцяють йому допомогти розправитися з особистим ворогом — Декером[30].

- Люк Годін (Luc Goden) — харизматичний лідер французького підпілля та ще один ключовий персонаж гри. Люк приєднується до Опору на самому початку війни та об'єднує різні диверсійні групи до однієї потужної команди. Люк знайомиться з Шоном, коли той пропиває залишки свого життя в барі. Він переконує Шона приєднатися до підпілля і зробити щось суттєвіше, аніж просто пропивати залишки розуму. Окрім того, Шон бачить у Люкові суперника та постійно ревнує до нього Вероніку. Під час нападу німців на катакомби потрапив під завал, після чого був убитий Веронікою з милосердя[31].

- Бішоп (Bishop) — секретний агент та одна з головних постатей у британських спецслужбах. Ім'я та прізвище абсолютно засекречені, тому всі ігрові персонажі називають його Бішоп. Саме за його завданням Скайлар напуває Шона дурманним зіллям. Розуміючи, що усунення Деккера є головною метою для Шона, Бішоп уміло використовує його можливості для боротьби з нацистами. Також відомо, що Бішоп керує всіма операціями британської розвідки на території Франції[32].

- Сантос (Santos) — торговець контрабанди на чорному ринку. Продає все: від сигарет до вибухівки як нацистам, так і підпіллю. Сантос від самого початку гри не подобається головному героєві. У ході сюжету здає Шона та Опір нацистам. Подальша доля невідома[33].

- Дюваль Мінго — лідер західного опору, який ненавидить нацистів і зради, оскільки сам був зраджений своєю коханою Франциною, яка вплелася до змови нацистів. Патріотичний і гордий лідер[34].

- Ле Кроше (в перекладі з французької — Гак) — загадковий лідер іноземного легіону, який воював ув Африці. За невідомих обставин потрапив у полон до нацистів, де й отримав своє прізвисько через те, що доглядач в'язниці згодував його руку собаці. Опісля звільнення Шоном Ле Кроше закликає людей боротися з нацистами, після чого «прокидається» Опір. Гордий патріот, природжений лідер[35].

- Отець Денис — священник, який через антинацистську пропаганду був позбавлений сану. Але це його не зупинило. За підтримки Шона, Отець знищив зрадника й комендатуру гестапо, і вбив німецького генерала. В останній побічній місії загинув[36].

- Марго Бонер — літня жінка, харизматичний і досвідчений лідер Опору на території західного Парижа. До війни працювала в Луврі. Цінує культуру, як опір і набої. Її думка така: доки жива культура — живий і народ. Саме тому її завдання для Шона мають характер порятунку цінностей культури через убивства нацистських ненависників культури[37].

- Йозеф Брайман — німецький єврей-біженець, володіє інженерною освітою. Допомагає Опору, очолюваному Марго Бонер. Німці вбили сім'ю Йозефа, тому він мав виїхати до Парижа, де й познайомився з мадам Бонер. Коли німці вирахували, що він допомагає Опору, його посадили до в'язниці. Йозеф надає Опору неоціненну допомогу (після його звільнення Шоном) у плануванні грандіозного повстання. Характер у нього боягузливий і заляканий, що, однак, не заважає йому допомагати Шонові (наприклад, під час порятунку Вероніки)[38].

- Доктор Кесслер — перед війною дезертував, пізніше працював над дослідженням атомної зброї від імені нацистів. Після завершення роботи, очікував смертний вирок за зраду. Однак Бішоп був украй зацікавлений у його послугах, тому двічі давав Шонові завдання з його порятунку.[39].

- Доктор Фелікс Квонг — психіатр азійського походження, практикує техніку промивання мозку. Однозначно про його характер розповісти нічого не можна. Можна лише сказати, що він дуже проникливий. Також, Шон за кожного зручного випадку каже, що Квонг — найрозумніший чоловік, який носить жіночу білизну[40].

## Оцінки
| Агрегатор    | Оцінка                                    |
| ------------ | ----------------------------------------- |
| GameRankings | (X360) 75.12 % (PS3) 73.95 % (PC) 73.00 % |
| Metacritic   | (PC) 76/100 (X360) 73/100 (PS3) 72/100    |

| Видання       | Оцінка  |
| ------------- | ------- |
| Eurogamer     | 6/10    |
| Game Informer | 8.00/10 |
| GameSpot      | 7.5/10  |
| GameSpy       | [ 50 ]  |
| GameTrailers  | 7.6/10  |
| IGN           | 7.5/10  |
| X-Play        | 3/5     |

Сайт IGN оцінив на 7.5 з 10. Виділивши гарне звукове оформлення, оригінальну гру кольорів і неочікувані повороти сюжету, водночас критикує недолугий ігровий процес і примітивну анімацію.
GameTrailers дали 7.6/10, назвавши The Saboteur черговою руйнівною грою з відкритим світом. Високо оцінивши сюжет та гумор і розкритикувавши погане озвучення діалогів та огріхи гри.
X-Play оцінив на 3 з 5, виділивши унікальний зовнішній вигляд, налаштування, а також вільний ґеймплей. Натомість критикує сюжет, примітивний штучний інтелект та різноманітні вади.
Версія для PS3 привернула увагу своєю інноваційною технологією згладжування. Використовується одна з можливостей PS3, до готового зображення застосовується ефект виділення країв і розмиття. За оптимальних умов виходить ефект як 16xAA на більшості сучасних відеокартах.
Сайт Gametech.ru відзначає декілька оригінальних ідей, непогане втілення чорно-білої стилізації, сюжетну та ігрову динаміку, але також згадує про недостатню продуманість «розмалювання» світу, спрощений штучний інтелект комп'ютерних супротивників і схожість деяких місій.

Журнал «Игромания» поставив 8 з 10 балів, сказавши про гру таке: 
|                                 | Це один з небагатьох екшенів, який вважає гравця не малолітнім ідіотом з дефіцитом уваги, а дорослою людиною з певним культурним багажем. |
| — Рецензія на гру The Saboteur, | |

## Музика
Музика, що з'являється в The Saboteur:
- Koop — Koop Island Blues (Featuring Ane Brun)
- Ella Fitzgerald — Somebody Nobody Loves
- Ella Fitzgerald — Caravan
- Madeleine Peyroux — Dance Me to the End of Love
- Nina Simone — Feeling Good
- Nina Simone — Feeling Good (Troublemaker Remix)
- Isaac Sprintis — Feeling Good (Sprintis Remix)
- Steve Sidwell — Walk The Walk
- Howard Shaw — Red, White & Blues
- Peter Cork — Depression Blues
- Steve Sidwell — Smoochie Coochie
- Ruben Ayala & Mile Deering — Relaxing Risk
- Frank Macchia — On The Rocks
- Jan Stevens — Martini Lounge
- Jan Stevens — Terrapin On A Tightrope
- Maxayn — The Finger Points To You
- Kacee Clanton — Don't Do Me Wrong [instrumental]
- Charles Chemery — S'Embrasser A La Plage
- Allison Adams Tucker — Quand J'tai Perdu
- Robert Farnon — Blue Theme
- Steve Martin — Expose
- Deb Lyons — Over The Moon
- Allison Adams Tucker — L'Homme Que J'Adore
- Maxayn — The Finger Points To You [instrumental]
- Kacee Clanton — Don't Do Me Wrong
- Charles Chemery — S'Embrasser A La Plage [instrumental]
- Allison Adams Tucker — Quand J'tai Perdu [instrumental]
- Deb Lyons — Over The Moon [instrumental]
- Allison Adams Tucker — L'Homme Que J'Adore [instrumental]
- Steve Martin — Expose (Extended)
- Christopher Young — The Saboteur Theme
- Christopher Young — The Saboteur Theme [action mix]
- Christopher Young — The Saboteur Theme [piano version]
- Flogging Molly — Seven Deadly Sins
- The Saboteur Intro
- Christopher Young — The Saboteur Theme [jazz mix]